# Leone di Bayonne
Leone di Bayonne, noto anche come san Leone di Carentan (Carentan, 856 circa – 890 circa), è stato un vescovo franco.
Evangelizzatore dei Paesi baschi, è venerato come santo e martire dalla Chiesa cattolica.

## Biografia
Nacque nell'attuale dipartimento della Manche, partì con i suoi genitori per unirsi alla corte di Ludovico II il Germanico, sulle rive del Reno, in Baviera. Si recò successivamente a Parigi per studiare in una scuola fondata da Carlomagno, finché venne eletto arcivescovo di Rouen. 
Poco tempo dopo lasciò Rouen, incaricato dal papa di evangelizzare i Paesi baschi.
Primo vescovo di Bayonne, convertì i pagani del Labourd (Bayonne), della Navarra e della Biscaglia.
Morì decapitato dai Vichinghi insieme ai fratelli Filippo e Gervasio.

## Culto
È venerato come patrono della città di Bayonne e della diocesi omonima. La sua memoria liturgica cade il 1º marzo (ma viene festeggiato la prima domenica di marzo).
San Leone è considerato anche patrono dei naviganti a causa dei suoi frequenti viaggi via mare.